# Praksinoskop

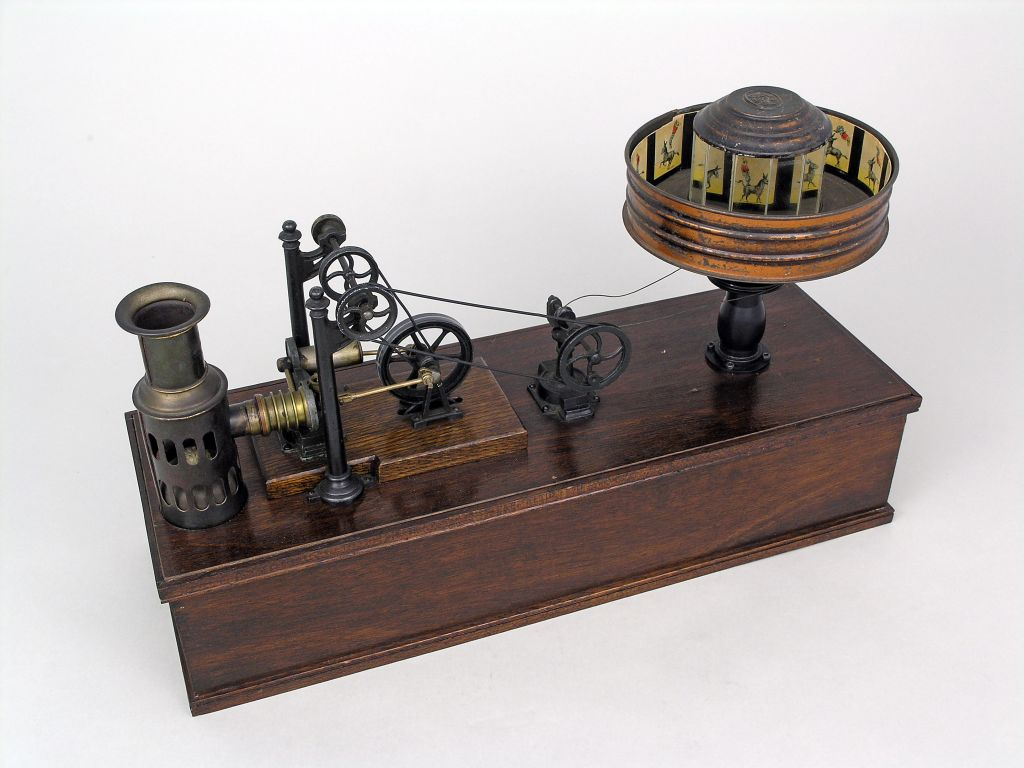
Zbudowany przez Ernsta Planka praksinoskop napędzany przez mały silnik na gorące powietrze (w zbiorach Thinktank, Birmingham Science Museum).

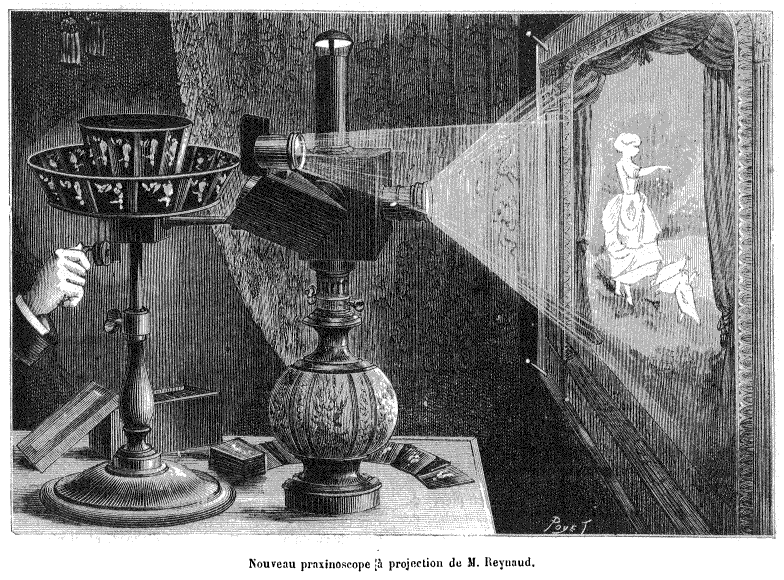
Praksinoskop w użyciu (1882)

Praksinoskop (praksynoskop) – urządzenie w formie bębna obrotowego, w którym znajduje się taśma filmowa, co umożliwia widzenie ruchomego obrazu. Wynaleziony w 1877 roku przez francuskiego wynalazcę i pioniera techniki filmowej Émile'a Reynauda, był jednym z pierwszych przyrządów do pokazów kinematograficznych.